# 明捷航空
明捷航空是一家航空服务企业，通过其子公司明捷航空有限公司（Menzies Aviation Ltd.）提供地勤服务。该公司还通过其子公司明捷国际（Menzies International）提供航空货运服务。公司总部位于英国苏格兰爱丁堡。
2022年8月4日，该公司被科威特亚致力物流收购，并宣布将开始将其业务与其子公司国家航空服务公司（National Aviation Services）整合，并将合并后的业务重新命名为明捷航空。

## 历史
该公司由名为约翰·明捷的书商创立，1833年在爱丁堡王子街开设了第一家店铺。1941年，该公司位于格林诺克的分店在闪电战中被摧毁。1959年，公司收购了如Wyman&Sons之类的其他经营者。
明捷书店和报刊亭遍布英国各地，通常位于火车站，主力出售雜誌書本、零食、飲品及香煙予顧客；其功能與當時英國主流的便利店幾乎大同小異。而在1980年代，部分書店更加設了出售影視遊戲光碟、玩具及音樂錄音帶的部門，以擴展客源
1998年1月，公司关闭了在爱丁堡的主要分店，但总部仍继续使用该建筑。1998年5月，整个零售业务出售给了WHSmith，使明捷能够专注于分销业务。
2007年1月，公司将其在北爱尔兰的报纸和杂志批发分销业务并入与Eason&Son的合资企业，即EM News Distribution；2017年5月，公司收购了其未持有的50%股份。
2017年1月31日，明捷航空以2.02亿美元的价格从BBA Aviation完成了对专业飞机燃油商Aircraft Services International（ASIG）的收购。2017年8月，明捷分销公司与DX集团的合并计划告吹，公司于2018年7月宣布将分销部门出售给私募股权公司Endless，前所有者保留10%的股份。
2020年3月27日，公司受到COVID-19的严重影响，裁员超过17500人。2020年第二季度，明捷在全球范围内处理的航班数量下降了60%。
2022年4月，明捷航空公司收购了位于圣地亚哥的地面和航空货物处理服务公司Agunsa Aviation Services。
2022年8月，亚致力物流以5.71亿英镑的价格收购了该公司，并表示打算将其业务与其子公司National Aviation Services合并。
2023年2月，明捷航空公司宣布收购牙买加地面和货物处理公司AJAS Limited的多数股权。
2024 年，明捷航空宣佈收購怡和洋行持有怡中航空服務集團（「怡中航空服務」）的50%股權。收購完成後，中國航空(集團)有限公司與明捷航空各持有50%股權，建立合資企業，品牌名稱正式更名為「中航明捷航空服務」。